# Монтенеро-ді-Бізачча
Монтенеро-ді-Бізачча (італ. Montenero di Bisaccia) — муніципалітет в Італії, у регіоні Молізе,  провінція Кампобассо.
Монтенеро-ді-Бізачча розташоване на відстані близько 195 км на схід від Рима, 45 км на північ від Кампобассо.
Населення — 6778 осіб (2014).

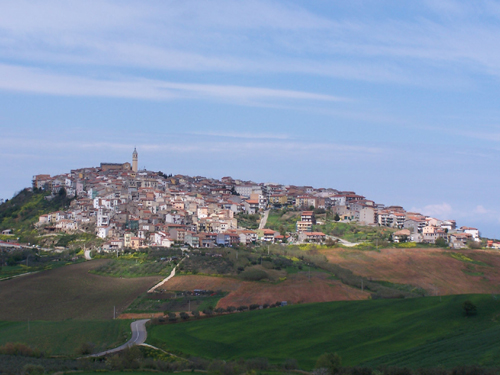

Щорічний фестиваль відбувається 21 вересня. Покровитель — San Matteo.

## Демографія
Населення за роками:

Станом на 1 січня 2023 року в муніципалітеті офіційно проживав 441 іноземець з 40 країн, серед них 222 громадяни країн Євросоюзу та 11 громадян України.

## Сусідні муніципалітети
- Купелло
- Гульйонезі
- Лентелла
- Мафальда
- Монтечильфоне
- Палата
- Петаччато
- Сан-Феліче-дель-Молізе
- Сан-Сальво
- Тавенна